# Поротник број два
Поротник број два (енгл. Juror #2) амерички је филмски трилер из 2024. Режију потписује Клинт Иствуд, по сценарију Џонатана Абрамса, док главне улоге тумаче Николас Хоулт, Тони Колет, Џеј-Кеј Симонс и Кифер Садерланд. Радња прати поротника који на суђењу за убиство схвата да би могао бити одговоран за смрт жртве.
Премијера је приказана 27. октобра 2024. на фестивалу Америчког филмског института. Од 1. новембра 2024. приказиван је у биоскопима, док је у Србији приказан путем платформе Max. Добио је позитивне рецензије критичара, док га је Амерички филмски институт прогласио једним од 10 најбољих филмова из 2024.

## Радња
Поротник на случају убиства има моралну дилему у вези с нечим што би могло да утиче на пороту да осуди или ослободи оптуженог убицу.

## Улоге
| Глумац          | Улога            |
| --------------- | ---------------- |
| Николас Хоулт   | Џастин Кемп      |
| Тони Колет      | Фејт Килбру      |
| Џеј-Кеј Симонс  | Харолд Чиковски  |
| Крис Месина     | Ерик Резник      |
| Гејбријел Басо  | Џејмс Мајкл Сајт |
| Зои Дојч        | Али Крусон       |
| Седрик Јарбро   | Маркус Кинг      |
| Лесли Биб       | Денис Олсворт    |
| Кифер Садерланд | Лари Ласкер      |
| Ејми Акино      | Телма Стјуарт    |